# Балка Холодна (притока Айдару)
Балка Холодна — балка (річка) в Україні у Старобільському районі Луганської області. Ліва притока річки Айдару (басейн Дону).

## Опис
Довжина балки приблизно 9,12 км, найкоротша відстань між витоком і гирлом — 9,02 км, коефіцієнт звивистості річки — 1,01. Формується декількома балками та загатами. На деяких ділянках балка пересихає.

## Розташування
Бере початок на західній стороні від села Веселе. тече переважно на північний захід понад селом Роздольне, через село Запорізьке і на північно-східній околиці села Проказине впадає у річку Айдар, ліву притоку річки Сіверського Дінця.

## Цікаві факти
- У пригирловій частині балку перетинає автошлях Т 1302[3] (автомобільний шлях територіального значення в Луганській та Донецькій областях. Проходить територією Старобільського, Сіверськодонецького та Бахмутського районів через Танюшівку (пункт контролю) — Айдар — Старобільськ — Рубіжне — Новодружеськ — Лисичанськ — Соледар — Бахмут. Загальна довжина — 162,1 км.).
- У XX столітті на балці існували артезіанський колодязь, молочно-тваринна ферма (МТФ), ремонтно-тракторна станція (РТС) та декілька газових свердловин[2].